# Боринська селищна територіальна громада
Боринська селищна громада — територіальна громада в Україні, в Самбірському районі Львівської області. Адміністративний центр — смт Бориня.
Площа громади — 659.4 км², населення — 23544 мешканці (2020).

## Населені пункти
У складі громади 1 смт (Бориня) і 32 села: Багнувате, Беньова, Бітля, Боберка, Буковинка, Верхнє, Верхнє Висоцьке, Верхнє Гусне, Верхній Турів, Верхня Яблунька, Закичера, Заріччя, Зворець, Івашківці, Карпатське, Комарники, Кривка, Либохора, Межигір'я, Нижнє, Нижнє Висоцьке, Нижнє Гусне, Нижній Турів, Нижня Яблунька, Риків, Ропавське, Сигловате, Сянки, Шандровець, Штуковець, Яблунів, Яворів.

## Відомі люди

### Уродженці
- Федько Василь Іванович — український поет, письменник, прозаїк, публіцист, науковець, громадський і політичний діяч, доктор філософії, лауреат Бойківського літературно-краєзнавчого конкурсу ім. Мирона Утриска і Всеукраїнської премії ім. Ірини Вільде, член Української асоціації письменників, автор гімну Бойків.